# Kira Kelly
Kira Kelly es una directora de fotografía estadounidense. Es conocida por su trabajo en 13th, que le valió una nominación al premio Emmy, y por la serie de cable Queen Sugar.

## Carrera profesional
Kelly se graduó de la Northwestern University con especialización en Radio/Televisión/Cine. Su carrera cinematográfica profesional comenzó como electricista. En una entrevista de 2017 en la serie de radio pública ''The Frame'', indicó que también "filmaría cualquier proyecto que pudiera tener en mis manos".
También aprendió mucho trabajando como gaffer en proyectos de mayor presupuesto. Sus primeros trabajos como directora de fotografía incluyeron dos largometrajes dirigidos por Tom Gustafson y la serie de Hulu, East Los High.
Se produjo un gran cambio en su carrera cuando Ava DuVernay se acercó a ella a través de las redes sociales. Esto finalmente llevó a que Kelly fuera contratada para trabajar en 13th, por la que recibió una nominación al premio Emmy.

## Influencias
Kelly está influenciada por el trabajo de Rinko Kawauchi, Martina Hoogland Ivanow y Cy Twombly.

## Filmografía

### Películas
| Año  | Título                                              | Director                      | Notas                     |
| ---- | --------------------------------------------------- | ----------------------------- | ------------------------- |
| 2008 | Reflections                                         | Eli Hershiko                  |                           |
| 2008 | America's Shadows: HIV Risk in Black & Latino Youth | Chaiko Omawale                |                           |
| 2008 | Were the World Mine                                 | Tom Gustafson                 |                           |
| 2009 | Estilo Hip Hop                                      | Virgilio Bravo y Loira Limbal |                           |
| 2012 | Changing Face of Harlem                             | Shawn Batey                   |                           |
| 2012 | Mariachi Gringo                                     | Tom Gustafson                 |                           |
| 2013 | Pop Star                                            | Carlos Portugal               |                           |
| 2014 | Back on Board: Greg Louganis                        | Cheryl Furjanic               |                           |
| 2016 | 13th                                                | Ava Du Vernay                 | Nominación al premio Emmy |
| 2019 | Skin in the Game                                    | Adisa                         |                           |
| 2021 | Shang-Chi y la leyenda de los Diez Anillos          | Destin Daniel Cretton         | Fotografía adicional      |

### Televisión
| Año       | Título            | Director(es)                               | Notas       |
| --------- | ----------------- | ------------------------------------------ | ----------- |
| 2020      | Madam C.J. Walker | Kasi Lemmons y DeMane Davis                |             |
| 2019      | The Red Line      | Kevin Hooks, et al.                        |             |
| 2017-2019 | Queen Sugar       | Ava DuVernay, et al.                       |             |
| 2017      | Iron Maidens      |                                            |             |
| 2013-2016 | East Los High     | Carlos Portugal, et al.                    |             |
| 2021      | Y: The Last Man   | Louise Friedberg, Daisy von Scherler Mayer | 2 episodios |
| 2023      | Echo              | Sydney Freeland                            | En rodaje   |

## Nominaciones
- NOMINADA - Premio Emmy por 13th.[1]